# Plaseerdgronden
Een plaseerdgrond is een bodemtype binnen het Nederlandse systeem van bodemclassificatie dat behoort tot de suborde van de hydroeerdgronden, de eerdgronden met een dunne A-horizont en voortdurend of periodiek hoge grondwaterstanden. Plaseerdgronden zijn moerige eerdgronden met een niet-gerijpte ondergrond. De moerige eerdgronden met een gerijpte ondergrond of met een zandondergrond worden gerekend tot de subgroep van de broekeerdgronden.
Plaseerdgronden zijn bodems met een doorgaans venige bovengrond, liggend op zavel of klei die in de ondergrond slap is. Ze komen veel in de droogmakerijen voor, met name aan de randen daarvan.
De bovengrond is vaak hydrofoob; deze neemt na uitdrogen moeilijk water op. In sommige plaseerdgronden wordt een dun laagje restveen (rietveen of kleiig rietveen) aangetroffen. Hieronder wordt vaak katteklei aangetroffen met daaronder de slappe, niet gerijpte ondergrond. De katteklei is ontstaan door aeratie van het bovenste deel van het profiel. Plaseerd- en tochteerdgronden corresponderen met Organomarsch(-gley) in het Duitse classificatiesysteem.
| Horizont | Diepte   | Omschrijving                                                                     |
| -------- | -------- | -------------------------------------------------------------------------------- |
| lAh1     | 0–7 cm   | zwarte, venige klei                                                              |
| lAh2     | 7–23 cm  | zwarte, humusrijke, kalkloze, zware klei, stoffig, met veel fijn verdeelde roest |
| 2Cw      | 23–30 cm | zeer donkerbruin veen                                                            |
| 3Cg      | 30–70 cm | donkergrijze, humeuze, kalkloze, zware klei met roest- en kattekleivlekken       |
| 3Cri     | > 70 cm  | slappe (ongerijpte), donkergrijze, humeuze, kalkloze zware klei                  |